# Олга Кнопф
Олга Кнопф (на немски: Olga Knopf) е австрийска индивидуална психоложка.

## Биография
Родена е на 20 октомври 1888 година във Виена, Австро-Унгария. Започва да учи медицина във Виенския университет и завършва през 1916 година. По време на следването си между 1914 и 1915 година работи. Следващите две години е в психиатрично-неврологичното отделение на Университетската клиника. После специализира гинекология в Женската клиника към същия университет. От 1919 година си отваря частна практика.
Олга Кнопф участва в Група за дискусия на индивидуалната психология като лектор. По-късно става асистент на Алфред Адлер в клиниката Вандербилт към Корнелския университет.

## Избрана библиография
- mit Erwin Wexberg, Arzt und Erziehungsberatung. IZI 7, 1929, S. 170–176.
- Prophylaktische Erziehungsberatung in den Elternvereinen. In: Internationale Zeitschrift für Individualpsychologie (IZI) 7, 1929.
- Individualpsychologie und Gynäkologie. In: IZI 7 (1929).
- Über Frigidität. In: Leonhard Seif, Ladislaus Zilahi (Hrsg.), Selbsterziehung des Charakters. Alfred Adler zum 60. Geburtstage. Leipzig 1930, S. 151–159.
- Die Stellung des Kindes in der Familie. IZI 8, 1930, S. 237–249.
- Das sexuelle Trauma. In: IZI 9 1931 S. 457–461.
- The Art of Being a Woman. Little, Brown and Company, Boston 1932.
- Women on their own. Little, Brown and Company, Boston 1935.
- Preliminary report on personality studies in 30 migraine patients. J Nerv Ment Dis 82, 1935, S. 270–286; S. 400–415.
- mit Edmund Bergler, A test for the differential diagnosis between retirement neurosis and accident neurosis. In: J. Nerv. & Ment. Dis. 1944, S. 366–380.
- Aging. In: Mount Sinai Journal of Medicine 39/4 1972, S. 357–364.
- A new minority? In: Geriatrics 30/5 1975.
- Sexual assault: the victim’s psychology and related problems. In: Mount Sinai Journal of Medicine 45/1. 1978, S. 1–13.
- Successful aging: The facts and fallacies of growing old. Viking, New York 1975.